# Flavia Arrigoni
Flavia Arrigoni (Milano, 13 aprile 1924) è una paroliera italiana, nota per aver scritto il testo (su musica di Mario Panzeri e Lorenzo Pilat) di Fin che la barca va, interpretata da Orietta Berti.
Tra le altre canzoni scritte dalla Arrigoni una delle più note è Taxi, presentata al Festival di Sanremo 1970 da Antoine e Anna Identici